# Fußball-Amateurliga Bremen 1954/55
Die Fußball-Amateurliga Bremen 1954/55 war die sechste Spielzeit der höchsten Amateurklasse des Bremer Fußball-Verbandes. Meister wurde zum dritten Mal in Folge Bremen 1860.

## Abschlusstabelle
| Platz | Verein                | Sp. | Tore  | Punkte |
| ----- | --------------------- | --- | ----- | ------ |
| 1.    | Bremen 1860 (M)       | 26  | 71:27 | 41:11  |
| 2.    | Blumenthaler SV       | 26  | 63:23 | 37:15  |
| 3.    | TSV Wulsdorf          | 26  | 60:40 | 13:21  |
| 4.    | TuRa Bremen           | 26  | 53:54 | 31:21  |
| 5.    | SV Woltmershausen     | 26  | 52:45 | 30:22  |
| 6.    | Polizei SV Bremen (N) | 26  | 44:42 | 27:25  |
| 7.    | SV Hemelingen         | 26  | 44:44 | 26:26  |
| 8.    | ATS Bremerhaven       | 26  | 50:50 | 26:26  |
| 9.    | ETSV Kirchweyhe (N)   | 26  | 46:51 | 25:27  |
| 10.   | SG Aumund-Vegesack    | 26  | 55:65 | 23:29  |
| 11.   | SV Grohn              | 26  | 34:44 | 22:30  |
| 12.   | TuS Arsten            | 26  | 46:64 | 18:34  |
| 13.   | VfB Komet Bremen      | 26  | 26:63 | 15:37  |
| 14.   | Bremer TG             | 26  | 29:61 | 12:40  |

(M) Meister der Vorsaison

(N) Aufsteiger

## Aufstieg und Deutsche Amateurmeisterschaft
Der Meister Bremen 1860 hatte wie auch schon in den beiden Vorjahren in der anschließenden Aufstiegsrunde zur Oberliga Nord keinen Erfolg.
Als Bremer Vertreter nahm der Blumenthaler SV an der Deutschen Amateurmeisterschaft 1955 teil und schied in der Vorrunde gegen den TSV Uetersen, den Heider SV und die Amateure von Eintracht Braunschweig aus.